# Więzienie Hỏa Lò

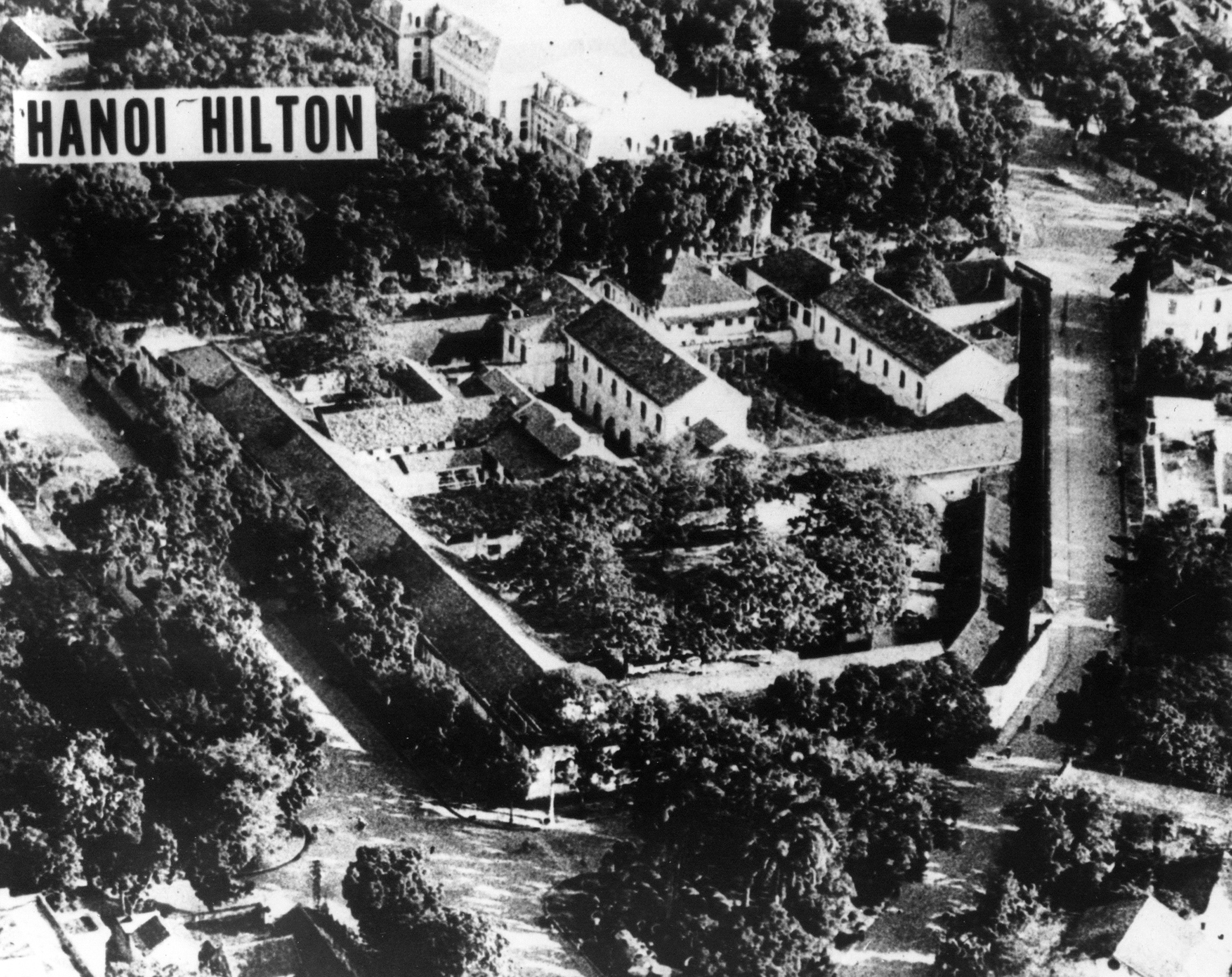
„Hanoi Hilton” na zdjęciu lotniczym z 1970

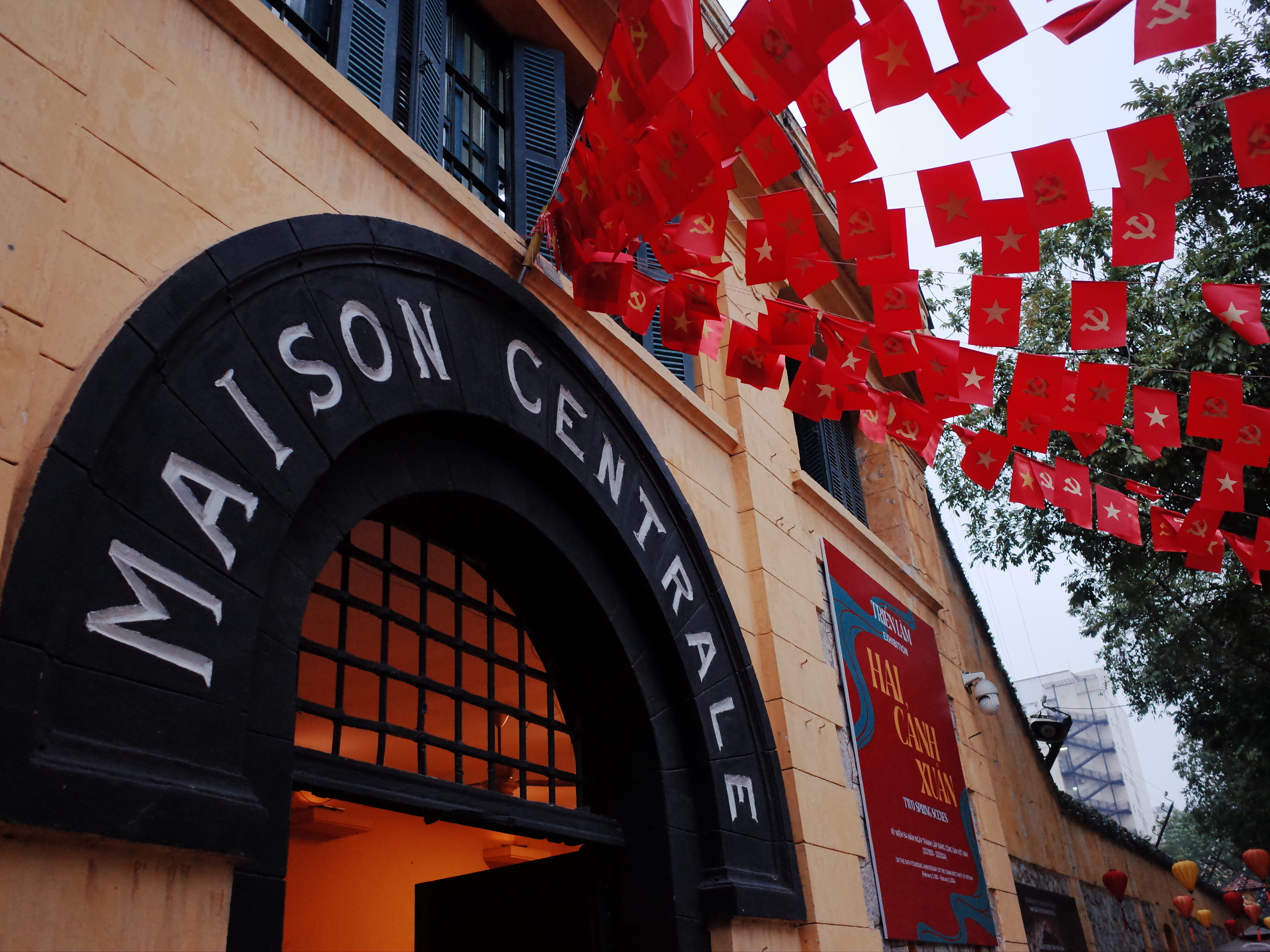
Francuska nazwa „Maison Centrale” nad bramą Hỏa Lò

Więzienie Hỏa Lò (wiet. Nhà tù Hỏa Lò; hwâː lɔ̀; fr. Prison Hỏa Lò) – dawne więzienie w Hanoi, pierwotnie używane przez francuskich kolonistów w celu przetrzymywania więźniów politycznych, a później przez Wietnam Północny dla amerykańskich jeńców wojennych podczas wojny wietnamskiej. W tym późniejszym okresie stało się znane amerykańskim jeńcom wojennym jako „Hanoi Hilton”. Po operacji Homecoming więzienie było wykorzystywane do przetrzymywania wietnamskich dysydentów i innych więźniów politycznych, w tym poety Nguyễn Chí Thiệna. Więzienie zostało zburzone w latach 90.; jego brama nadal pełni funkcję muzeum.

## Okres francuski
Nazwa Hỏa Lò, powszechnie tłumaczona jako „ognisty piec” lub nawet „piekielna dziura”, pochodzi od nazwy ulicy phố Hỏa Lò, nazwanej tak ze względu na koncentrację sklepów sprzedających piece opalane drewnem i węglem, które istniały przy tej ulicy w czasach przedkolonialnych.
Więzienie zostało zbudowane przez Francuzów w latach 1886–1889 (według innych źródłem 1898 lub 1901), gdy Wietnam był częścią Indochin Francuskich. Francuzi nazywali więzienie „Maison Centrale” („Domem Centralnym”), co nadal jest nazwą więzień dla niebezpiecznych lub skazanych na bardzo długie wyroki więźniów we Francji. Obiekt znajdował się w pobliżu Dzielnicy Francuskiej w Hanoi. Miał służyć do przetrzymywania Wietnamczyków, szczególnie więźniów politycznych osadzonych za działalność niepodległościową, którzy często byli tam poddawani torturom i egzekucjom. Przebudowa w 1913 roku pozwoliła zwiększyć pojemność więzienia z 460 do 600 więźniów. Mimo to obiekt często i tak był przepełniony, z obecnością średnio 730 więźniów każdego dowolnego dnia w 1916 roku; liczba ta wzrosła do 895 w 1922 roku i 1430 w 1933 roku. Do 1954 roku przetrzymywano w nim ponad 2000 osób, często w nieludzkich warunkach, a więzienie stało się symbolem kolonialnego ucisku i niechęci Wietnamczyków wobec Francuzów.
Położenie więzienia w centrum dużego miasta miało znaczenie dla jego charakteru. W latach 1910–1930 uliczni handlarze zajmowali się przekazywaniem wiadomości przez okna więzienia i przerzucaniem tytoniu oraz opium przez mury oraz odbieraniem wiadomości od więźniów, które wyrzucano na ulicę w przeciwnym kierunku. W samym więzieniu miała miejsce intensywna wymiana poglądów i idei pomiędzy osadzonymi. Wiele przyszłych czołowych postaci komunistycznego Wietnamu Północnego i Việt Minhu było więzionych w „Maison Centrale” w latach 30. i 40.
Warunki przetrzymywania więźniów politycznych w „Kolonialnej Bastylii” zostały nagłośnione w 1929 roku w szeroko rozpowszechnionej relacji trockisty Phan Văn Hùma, który opowiadał o więziennym doświadczeniu, jakie dzielił ze znanym publicystą Nguyễn An Ninhem .

## Epoka wietnamska
Po porażce w bitwie pod Dien Bien Phu i układach genewskich z 1954 roku Francuzi opuścili Hanoi, a więzienie przeszło pod władzę Demokratycznej Republiki Wietnamu. Następnie obiekt służył jako ośrodek edukacji politycznej i działalności rewolucyjnej, aby zaznaczyć jego historyczne znaczenie dla Wietnamczyków z Północy.

### Wojna w Wietnamie

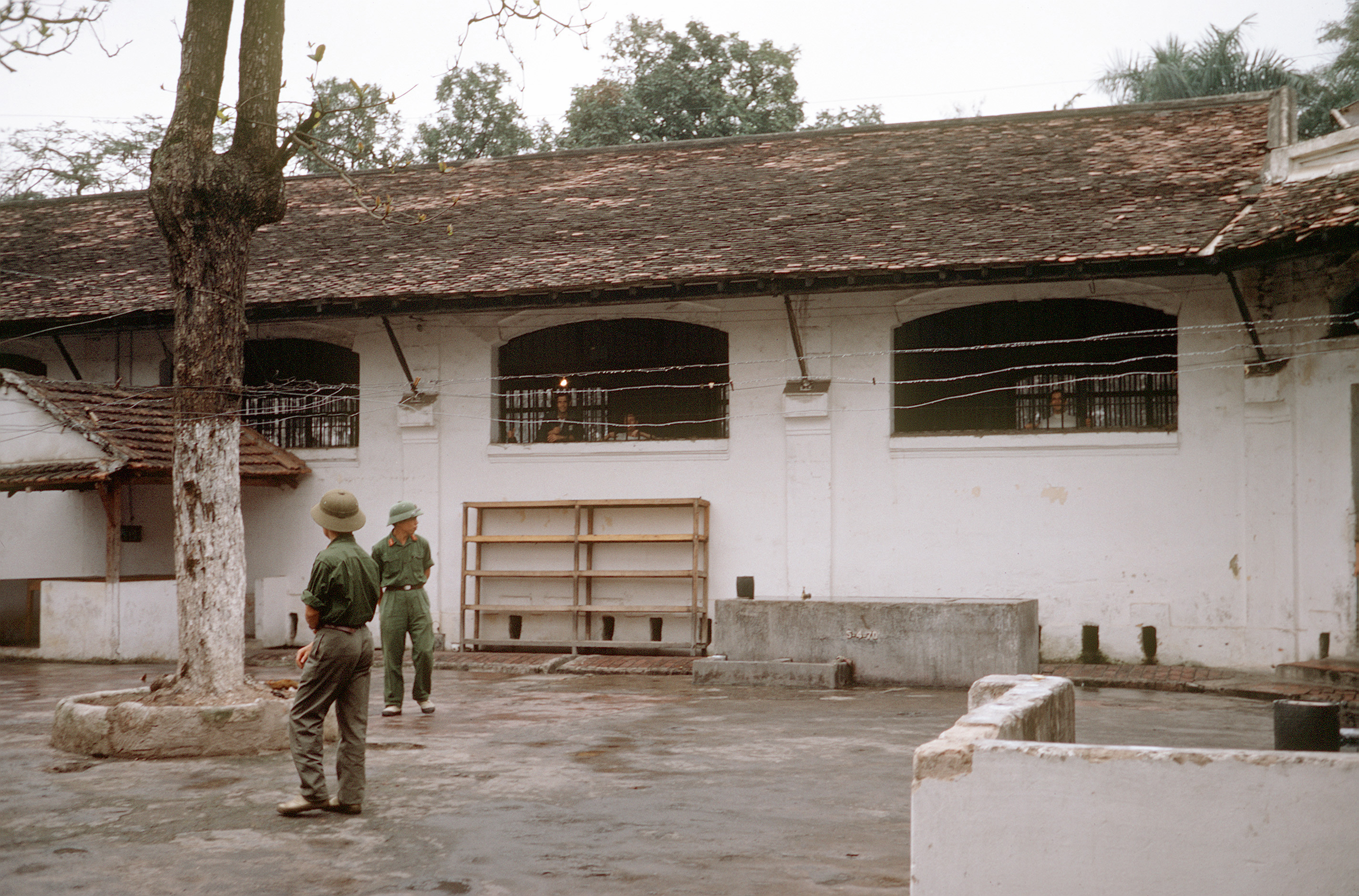
Obszar „Little Vegas” zbudowany dla amerykańskich jeńców wojennych w 1967 roku, pokazany podczas inspekcji w 1973 roku na krótko przed uwolnieniem Amerykanów

Podczas wojny wietnamskiej pierwszym amerykańskim jeńcem wojennym wysłanym do Hỏa Lò był porucznik Everett Alvarez Jr., który został zestrzelony 5 sierpnia 1964 roku. Od samego początku amerykańscy jeńcy wojenni musieli znosić okropne warunki, w tym złe jedzenie i brak dostępu do środków higieny osobistej. Kompleks więzienny został ironicznie nazwany przez amerykańskich jeńców „Hanoi Hilton”, w nawiązaniu do znanej sieci luksusowych hoteli Hilton. Istnieje pewna niezgodność wśród relacji pierwszej grupy jeńców wojennych, co do tego, kto wymyślili tę nazwę, ale pilot F-8D Bob Shumaker był pierwszym, który ją zapisał, wyrywając napis „Witamy w Hanoi Hilton” na uchwycie wiadra, aby powitać w ten sposób przybywającego do obozu porucznika sił powietrznych Roberta Peela.
Od początku 1967 roku otwarto nową część więzienia dla przybywających amerykańskich jeńców wojennych; nazwano ją „Little Vegas”, a jej poszczególne budynki i obszary ochrzczono na cześć charakterystycznych punktów Las Vegas Strip, takich jak „Golden Nugget”, „Thunderbird”, „Stardust”, „Riviera” i „Desert Inn”. Nazwy te wybrano, ponieważ wielu pilotów szkoliło się w bazie sił powietrznych Nellis, położonej w pobliżu Las Vegas. Amerykańscy piloci często byli już w złym stanie, gdy zostali schwytani, odniósłszy rany podczas katapultowania się lub lądowania na ziemi.

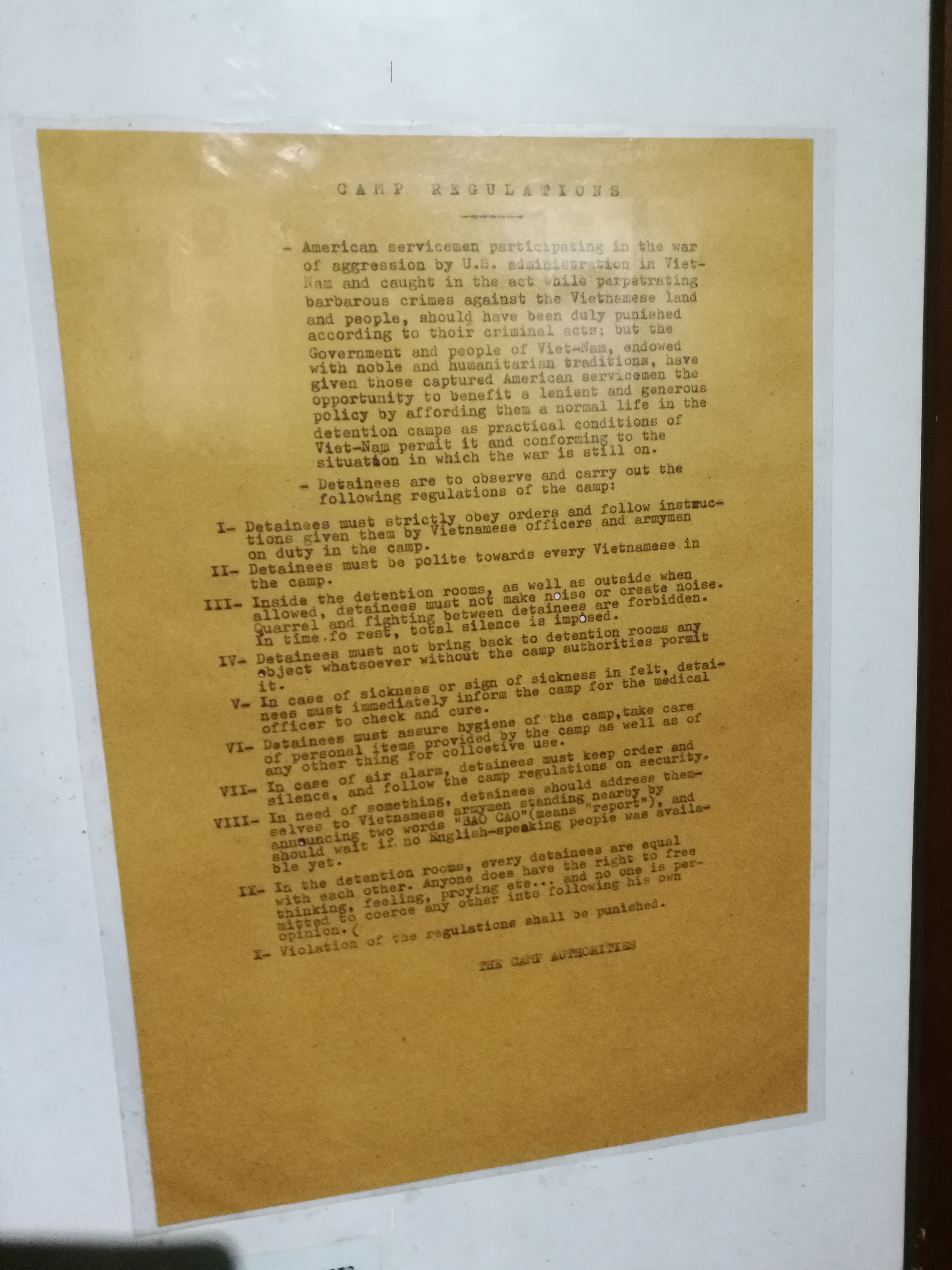
Zasady panujące w więzieniu Hỏa Lò zapisane w języku angielskim

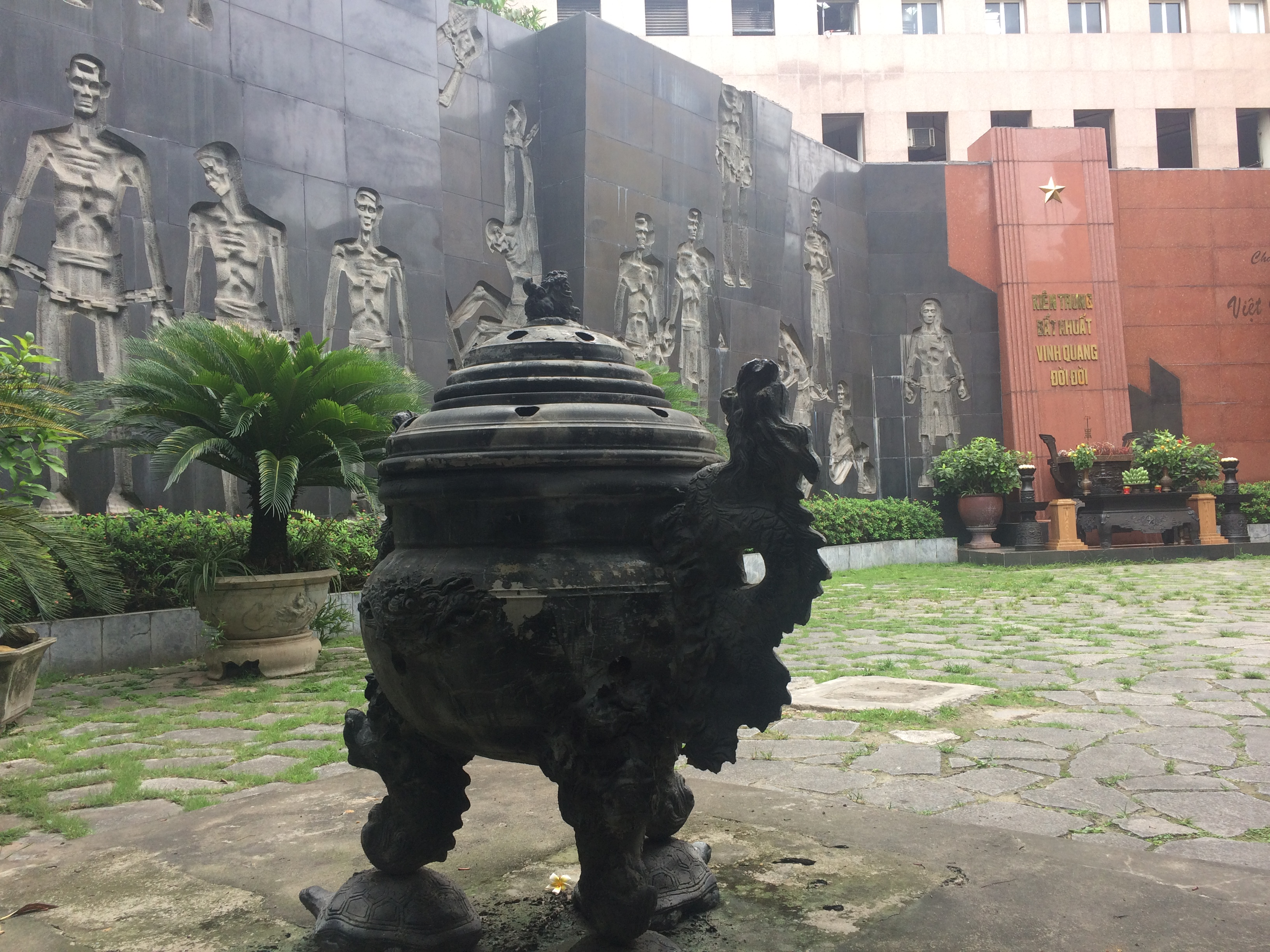
Pomnik na terenie więzienia Hỏa Lò

Hỏa Lò było jednym z miejsc, w których armia północnowietnamska przetrzymywała, torturowała i przesłuchiwała schwytanych żołnierzy, głównie amerykańskich pilotów zestrzelonych podczas bombardowań. Chociaż Wietnam Północny był sygnatariuszem III konwencji genewskiej z 1949 roku, która wymagała „godnego i humanitarnego traktowania” jeńców wojennych, stosowano drastyczne metody tortur, takie jak wiązanie linami, bicie i długotrwałe odosobnienie. Kiedy jeńcy wojenni zaczęli być zwalniani z tego i innych północnowietnamskich więzień za czasów administracji prezydenta Lyndona Johnsona, ich zeznania ujawniły powszechne i systematyczne znęcanie się Wietnamczyków nad jeńcami wojennymi. W 1968 roku Walter Heynowski i Gerhard Scheumann z Niemiec Wschodnich nakręcili w więzieniu 4-odcinkowy serial pt. Piloci w piżamach zawierający wywiady z amerykańskimi pilotami, które, jak twierdzili, nie były reżyserowane. Heynowski i Scheumann pytali jeńców o sprzeczności w ich samoocenie i ich postępowanie w czasie wojny oraz o różnice między Kodeksem Sił Bojowych Stanów Zjednoczonych a ich zachowaniem w trakcie i po schwytaniu.
Wietnamczycy z Północy odpowiedzieli na zarzuty, że więźniowie byli traktowani dobrze i zgodnie z konwencjami genewskimi. W 1969 roku wyemitowali serię oświadczeń amerykańskich więźniów, które rzekomo popierały to oświadczenie. W rzeczywistości równie częste było znęcanie się nad więźniami Vietcongu i Armii Wietnamu Północnego oraz dysydentami w więzieniach Wietnamu Południowego jak znęcanie się Wietnamczyków Północnych nad jeńcami z Wietnamu Południowego i Stanów Zjednoczonych oraz ich własnymi dysydentami.
Od końca 1969 roku traktowanie więźniów w Hỏa Lò i innych obozach stało się mniej surowe i ogólnie bardziej humanitarne. Po próbie akcji ratunkowej w obozie jenieckim w Sơn Tây pod koniec 1970 roku większość jeńców wojennych z obozów zewnętrznych została przeniesiona do Hỏa Lò, dzięki czemu Wietnamczycy mieli mniej obiektów do ochrony. Stworzyło to wspólną przestrzeń życiową nazwaną „Camp Unity” w Hỏa Lò, co znacznie zmniejszyło izolację jeńców wojennych i poprawiło ich morale.

### Sprawozdania powojenne
Po wprowadzeniu w życie paryskich porozumień pokojowych z 1973 roku Stany Zjednoczone ani ich sojusznicy nigdy formalnie nie oskarżyli Wietnamu Północnego o zbrodnie wojenne w tym miejscu. W latach 2000. rząd wietnamski zajmował stanowisko, że twierdzenia, jakoby jeńcy wojenni byli torturowani w Hỏa Lò i innych miejscach podczas wojny, są zmyślone, ale Wietnam chce pominąć ten problem, aby nawiązać lepsze stosunki z USA. Tran Trong Duyet, strażnik więzienny w Hỏa Lò od 1968 roku i jego komendant przez ostatnie trzy lata wojny, utrzymywał w 2008 roku, że żaden jeniec wojenny nie był torturowany. Jednak relacje naocznych świadków złożone przez amerykańskich żołnierzy przedstawiają inną wersję ich pobytu w niewoli.
Po wojnie Risner napisał książkę pt. Passing of the Night, w której szczegółowo opisał siedem lat spędzonych w Hỏa Lò. Znaczna ilość literatury powstała po uwolnieniu jeńców wojennych po repatriacji, przedstawiając Hỏa Lò i inne więzienia jako miejsca, w których dochodziło do takich okrucieństw, jak morderstwa, pobicia, łamanie kości i zębów, przebijanie błon bębenkowych, zwichnięcia kończyn, głód, podawanie żywności zanieczyszczonej ludzkimi i zwierzęcymi odchodami oraz zaniedbania medyczne w zakresie infekcji i chorób tropikalnych. Szczegóły te ujawniają m.in. relacje jednego z najsłynniejszych więźniów Hỏa Lò, Johna McCaina (Faith of My Fathers: A Family Memoir).
Ponadto Hỏa Lò zostało przedstawione w hollywoodzkim filmie The Hanoi Hilton z 1987 roku.

### Hỏa Lò pod koniec lat 70. i na początku lat 80.
Więzienie nadal było używane po uwolnieniu amerykańskich jeńców. Wśród ostatnich więźniów Hỏa Lò był poeta-dysydent Nguyễn Chí Thiện, który został ponownie uwięziony w 1979 roku po próbie dostarczenia swoich wierszy do ambasady brytyjskiej i spędził następne sześć lat w Hỏa Lò, aż do 1985 roku, kiedy został przeniesiony do bardziej nowoczesnego więzienia. Wspomina ona swoje ostatnie lata uwięzienia, częściowo w formie fikcyjnej, w Hỏa Lò/Hanoi Hilton Stories (2007).

## Rozbiórka, przebudowa i muzeum

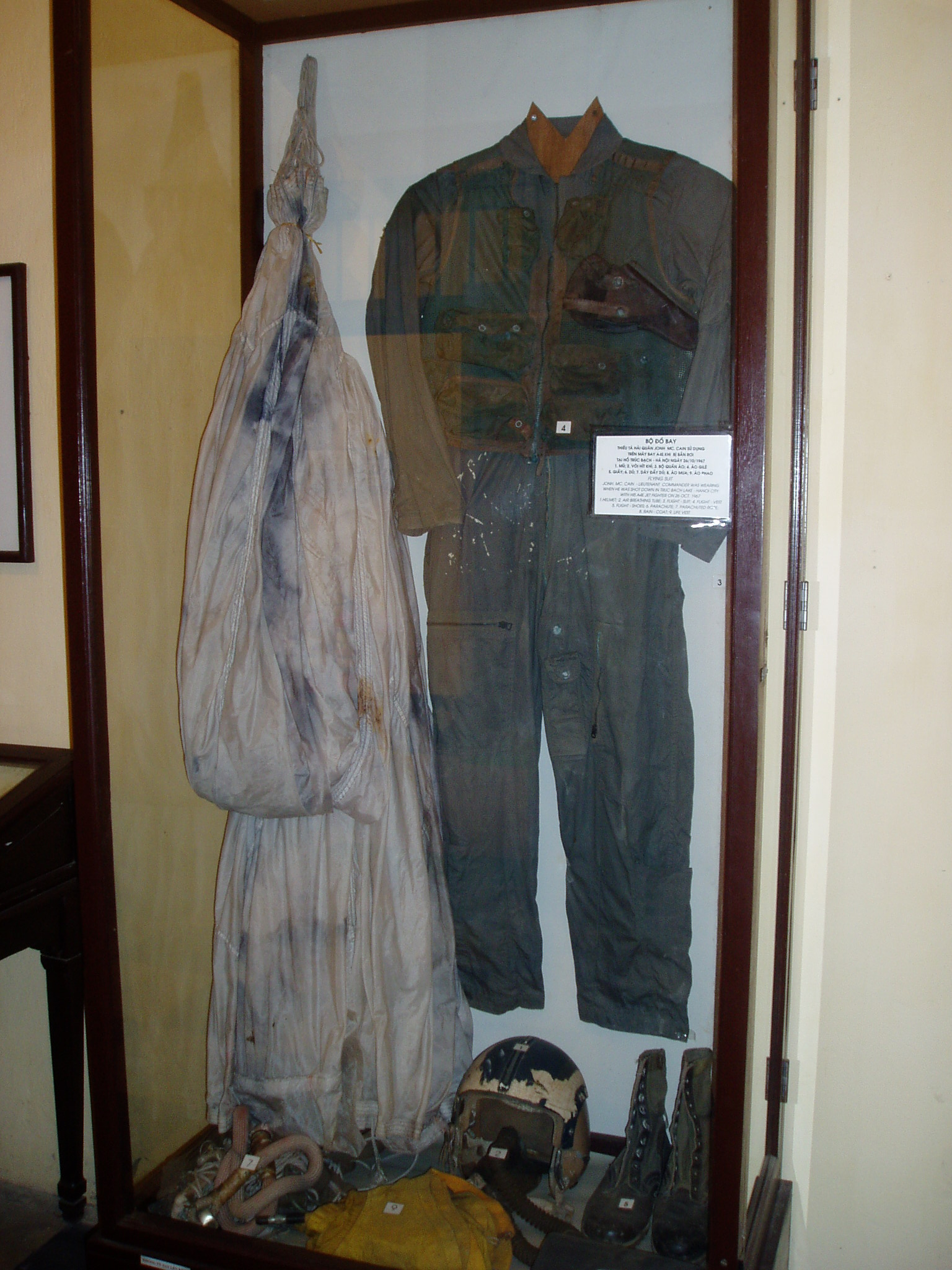
Skafander lotniczy i spadochron Johna McCaina, wystawione w części muzealnej na terenie Hỏa Lò

Większość więzienia została zburzona w połowie lat 90., a na jego terenie znajdują się dwa wysokie budynki, z których jeden to 25-piętrowy apartamentowiec Somerset Grand Hanoi. Pozostałe części zabudowy zostały przekształcone w kompleks handlowy z zachowaniem oryginalnych francuskich murów z epoki kolonialnej.
Tylko część więzienia zachowana została jako muzeum. Wystawy pokazują głównie francuski okres istnienia więzienia, w tym salę, w której dokonywano egzekucji przy użyciu gilotyny, z oryginalnym wyposażeniem, oraz kwatery dla wietnamskich więźniów politycznych płci męskiej i żeńskiej.
Zostały zachowane materiały budowlane z kilku kompletnych cel, w tym oryginalne cegły, cementowe sufity, betonowe „łóżka” z kajdankami na kostki oraz oryginalne drzwi celi i okno. Po sześciu latach przechowywania w Wietnamie i prawie dziesięciu kolejnych w Kanadzie, cele zostały zrekonstruowane przy użyciu oryginalnych materiałów i przekształcone w stałą wystawę, która została otwarta w 2023 roku w American Heritage Museum w Stow w stanie Massachusetts.